# Prix Laivakello
Le Prix Laivakello ou Prix Pertsa et Kilu est un prix littéraire décerné  en Finlande depuis 1996 pour récompenser des ouvrages pour enfants.
Le prix est une horloge de navire (finnois : Laivakello) en laiton.

## Lauréats
| Année | Auteur              |
| ----- | ------------------- |
| 1996  | Marita Hauhia       |
| 1997  | Kari Levola         |
| 1998  | Tuija Lehtinen      |
| 1999  | Simo Ojanen         |
| 2000  | Tuula Kallioniemi   |
| 2001  | Jukka Parkkinen     |
| 2003  | Tuula Sandström     |
| 2004  | Katri Manninen      |
| 2005  | Markku Karpio       |
| 2006  | Tapani Bagge        |
| 2007  | Tittamari Marttinen |
| 2008  | Mika Wickström      |
| 2009  | Eppu Nuotio         |
| 2010  | Seita Parkkola      |
| 2011  | Timo Parvela        |
| 2012  | Annika Luther       |
| 2013  | Siri Kolu           |
| 2014  | Sari Peltoniemi     |
| 2015  | Hannele Huovi       |